# Komplementkomponente C4d
Die Komplementkomponente C4d ist ein Protein des Immunsystems, das über den klassischen, durch Antikörper vermittelten Weg entsteht. Der Labor-Nachweis von C4d im Gewebe eines transplantierten Organs ist derzeit der beste Marker für eine durch Antikörper vermittelte Abstoßungsreaktion. Mutationen im C4A-Gen sind für erbliche Autoimmunerkrankungen verantwortlich.
C4d ist ein Spaltprodukt des Komplementproteins C4. Es enthält eine verborgene Sulfhydryl-Gruppe, die nach Komplement-Aktivierung durch Antikörper und C1 eine kovalente Thioester-Bindung mit benachbarten Proteinen eingeht. C4d verbleibt nach Aktivierung mehrere Tage im Gewebe. Die funktionelle Bedeutung der C4d-Bindung ist unbekannt. Bei der Abstoßung von transplantierten Organen ist C4d hochgradig assoziiert mit zirkulierenden Antikörpern gegen HLA Klasse I und Klasse II-Antigene.